# 华金·霍金斯
华金·胡安·霍金斯（/hwɑːˈkiːn/，1973年7月2日—），美国NBA联盟前职业篮球运动员。